# Drie episodes uit het stadsleven
Drie episodes uit het stadsleven is een hoorspel van Dick Walda. De VARA zond het uit op woensdag 2 februari 1977, van 16:03 uur tot 16:50 uur. De regisseur was Ad Löbler.

## Rolbezetting
Eerste episode: Klant van Hannie
- Corry van der Linden
- Hans Veerman

Tweede episode: Bruine suiker
- Gerrie Mantel
- Eva Janssen
- Paula Majoor

Derde episode: Een knap onderkomen
- Huib Orizand
- Eva Janssen

## Inhoud
De stad is alleen maar een decor in deze drie korte scènes. In de eerste ontvangt de prostituee Hannie een man, die in de stad met zijn ziel onder de arm loopt. Zijn vrouw heeft hem verlaten en is naar haar familie in Zeeland gegaan. Hij hunkert naar enige belangstelling voor zijn situatie, hoe simpel ook. De verhalen van Hannie stellen hem tevreden. In de tweede zitten twee dames in de snackbar van een warenhuis. De ene vrouw is weduwe en heeft zich verzoend met het alleen zijn. De andere vrouw maakt zich boos op haar weggelopen man, die zij kortgeleden nog met een jong meisje zag. Ze voelt zich in de steek gelaten. Maar ligt het geluk alleen in dat wat voortduurt? In de derde zijn we getuige van een ontmoeting van een man en een oudere vrouw, die in de stad aan de vogels voedsel geeft. De man is huisschilder en zoekt naar een onderkomen. Hij hoopt ergens een zolder te krijgen, in ruil voor het opknappen van de woning…